# 愛斯基摩杓鷸
愛斯基摩杓鷸（Numenius borealis），又名極北杓鷸，是新世界一種中等身形的涉禽。牠們正面臨嚴重的瀕危，甚至可能已經滅絕。

## 科學分類
愛斯基摩杓鷸是8種杓鷸的一種，同屬杓鷸屬。牠以往被分類在Mesoscolopax屬中。杓鷸屬是在鷸科之下，同科的包括有丘鷸屬及鷸屬等。愛斯基摩杓鷸是由約翰·雷茵霍爾德·福斯特（Johann Reinhold Forster）於1772年描述。

## 描述

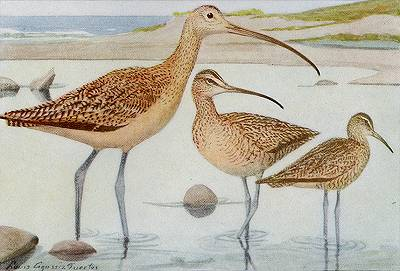
長嘴杓鷸、中杓鷸及愛斯基摩杓鷸。

愛斯基摩杓鷸約長12-13吋。成鳥的腳長而呈深灰色，喙長稍向下彎曲。上身呈雜褐色，下身呈淺褐色。飛行時可見到牠們肉桂色的雙翼。牠們的外表像長嘴杓鷸及中杓鷸，但體形較細小。唯一可以辨別愛斯基摩杓鷸是牠們的下身沒有斑紋。牠們的叫聲不明，但肯定包括了清晰的笛聲。
愛斯基摩杓鷸與亞洲的小杓鷸是複合種。

## 分佈及棲息地
愛斯基摩杓鷸是新世界的鳥類，於加拿大及阿拉斯加位於北極的西部凍原繁殖。
愛斯基摩杓鷸是一種候鳥，會在夏末遷徙至阿根廷的彭巴斯草原，並在2月回歸。牠們以往有一些會遷徙至歐洲，但最近則再沒有紀錄到。
哥倫布在第一次的航海旅程中，經過65天看不見陸地的日子，根據愛斯基摩杓鷸與金斑鴴的遷徙時間及模式，得已到達鄰近的陸地。於1800年代，過百萬的愛斯基摩杓鷸在冬天由現在的育空及西北地區，向東沿加拿大的北岸飛行，轉向南飛越大西洋至南美洲。回程往北美洲時，牠們經過美國大平原。

## 生態及行為

### 食性
愛斯基摩杓鷸會以視覺及喙來捕捉食物。牠們在冬天的加拿大主要是吃草莓，其餘的遷徙時間及繁殖季節則會吃昆蟲。蝸牛及其他無脊椎動物都是牠們遷徙時的食物。

### 繁殖
愛斯基摩杓鷸是於6月築巢。牠們會將巢放置在地上，但很難發現。牠們以乾草及葉子來築巢。蛋呈綠色而有褐色的斑點。
愛斯基摩杓鷸的孵化行為不明。究竟是雄鳥或是雌鳥來孵化、孵化期等都不明。牠們肯定不會攻擊入侵者，所以估計牠們的巢相距甚遠。

## 接近滅絕
愛斯基摩杓鷸曾一時是北美洲數量最多的涉禽之一，要以百萬隻來計算。但於19世紀末，每年就有達200萬隻愛斯基摩杓鷸被殺。最後確實見到牠們是於1962年在美國德克薩斯州及1963年在巴巴多斯。於1981年，估計牠們在德克薩斯州的數量只有23隻，另外在加拿大、阿根廷及新斯科舍亦有指見到牠們。
愛斯基摩杓鷸在阿根廷、加拿大、美國及墨西哥都是受到保護的，於1916年就已經禁止獵殺。

## 外部連結
- BirdLife Species Factsheet （页面存档备份，存于）
- USGS Eskimo Curlew site
- Where Have All the Curlews Gone? （页面存档备份，存于）
- 1962年觀察到的愛基斯摩杓鷸相片